# Feisoglio
Feisoglio är en ort och kommun i provinsen Cuneo i regionen Piemonte i Italien. Kommunen hade 305 invånare (2018).